# سندرم آشرمن
سندرم آشرمن وضعیتی است که با چسبندگی یا فیبروز آندومتر رحم مشخص می‌شود که اغلب به‌دنبال کورتاژ رحم ایجاد می‌شود .

## علل
اصولاً سندرم آشرمن بیماری نادری است و اغلب در افرادی رخ می دهد که سابقه چندین بار کورتاژ و سقط داشته اند.همچنین ممکن است ناشی از جراحی های داخل رحمی دیگر باشد.

## درمان
تشخیص با هیستروسکوپی یا هیستروسالپنگوگرافی است. اگر موجب آمنوره سقط و ناباروری شود درمان با جراحی و برداشتن چسبندگی است.